# Микроконтроллер

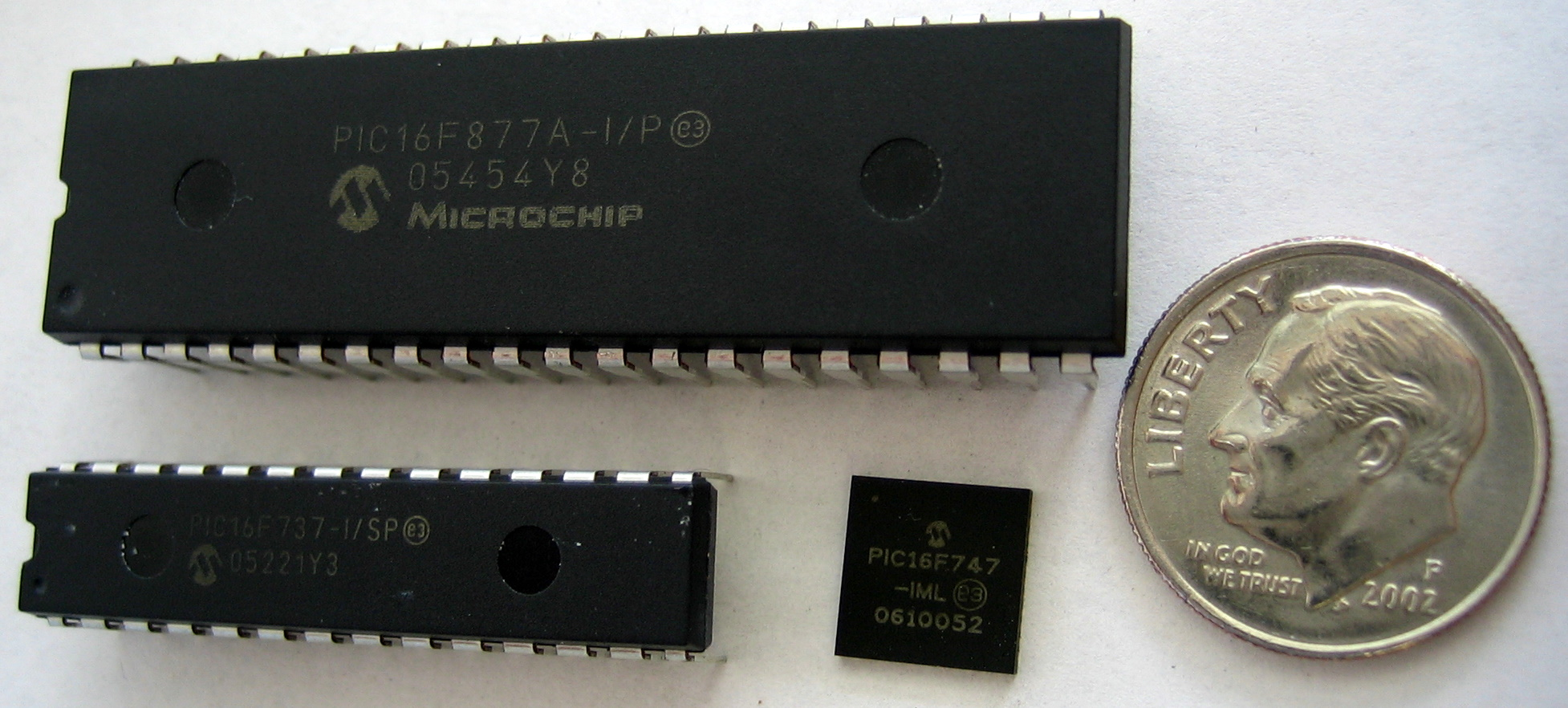
Микроконтроллеры серии PIC в корпусах DIP и QFN.

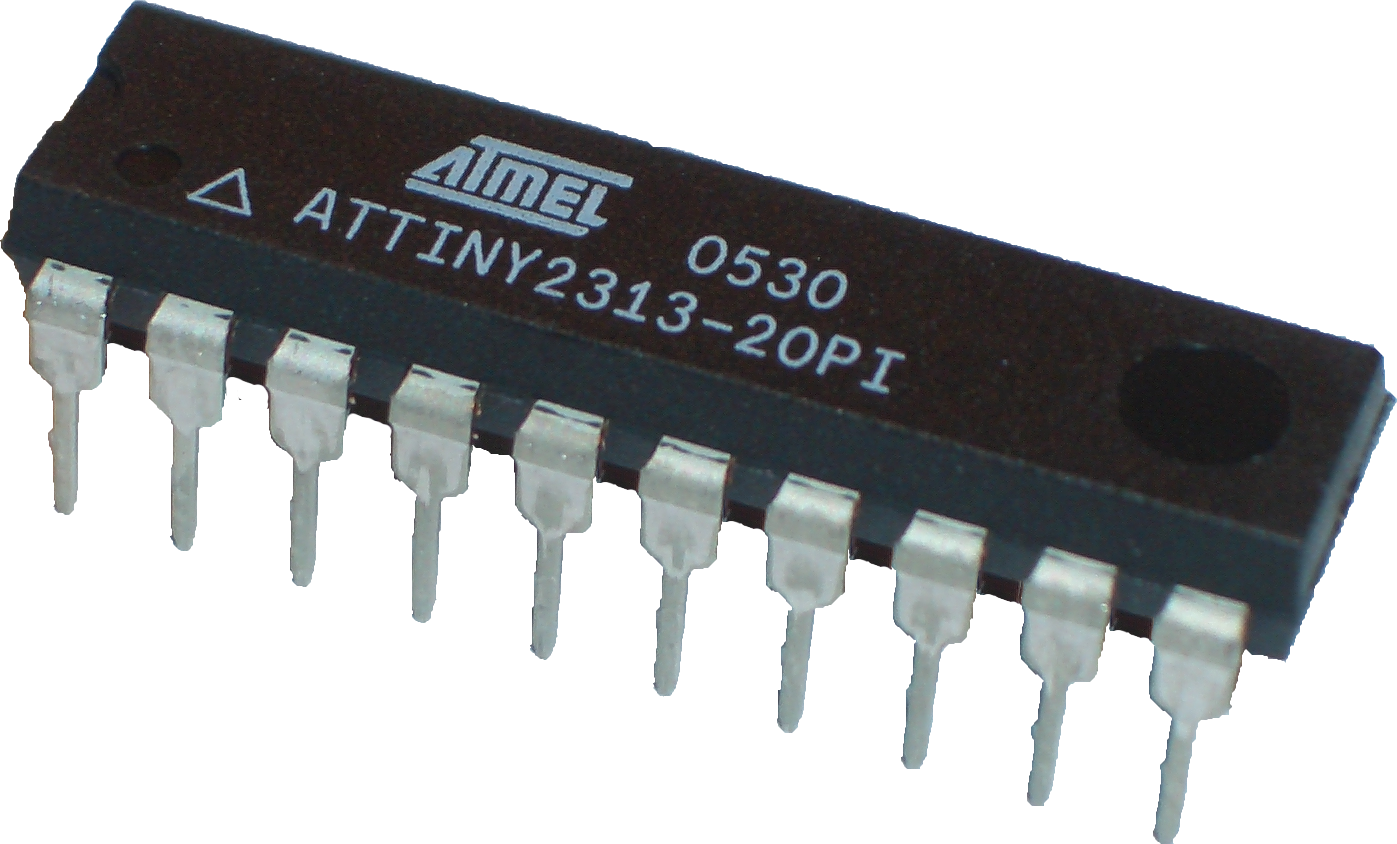
Микроконтроллер ATtiny2313 американской фирмы Atmel.

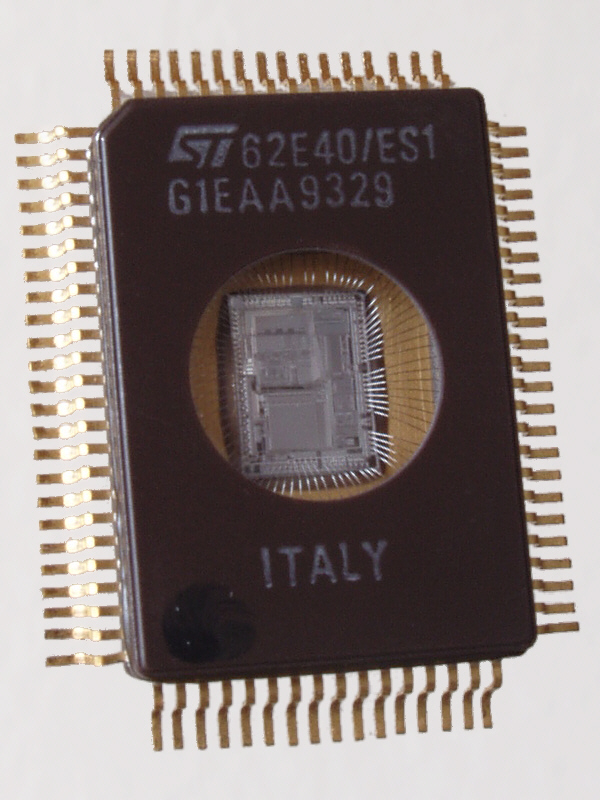
Микроконтроллер 1993 года с УФ-стиранием памяти 62E40 европейской фирмы STMicroelectronics.

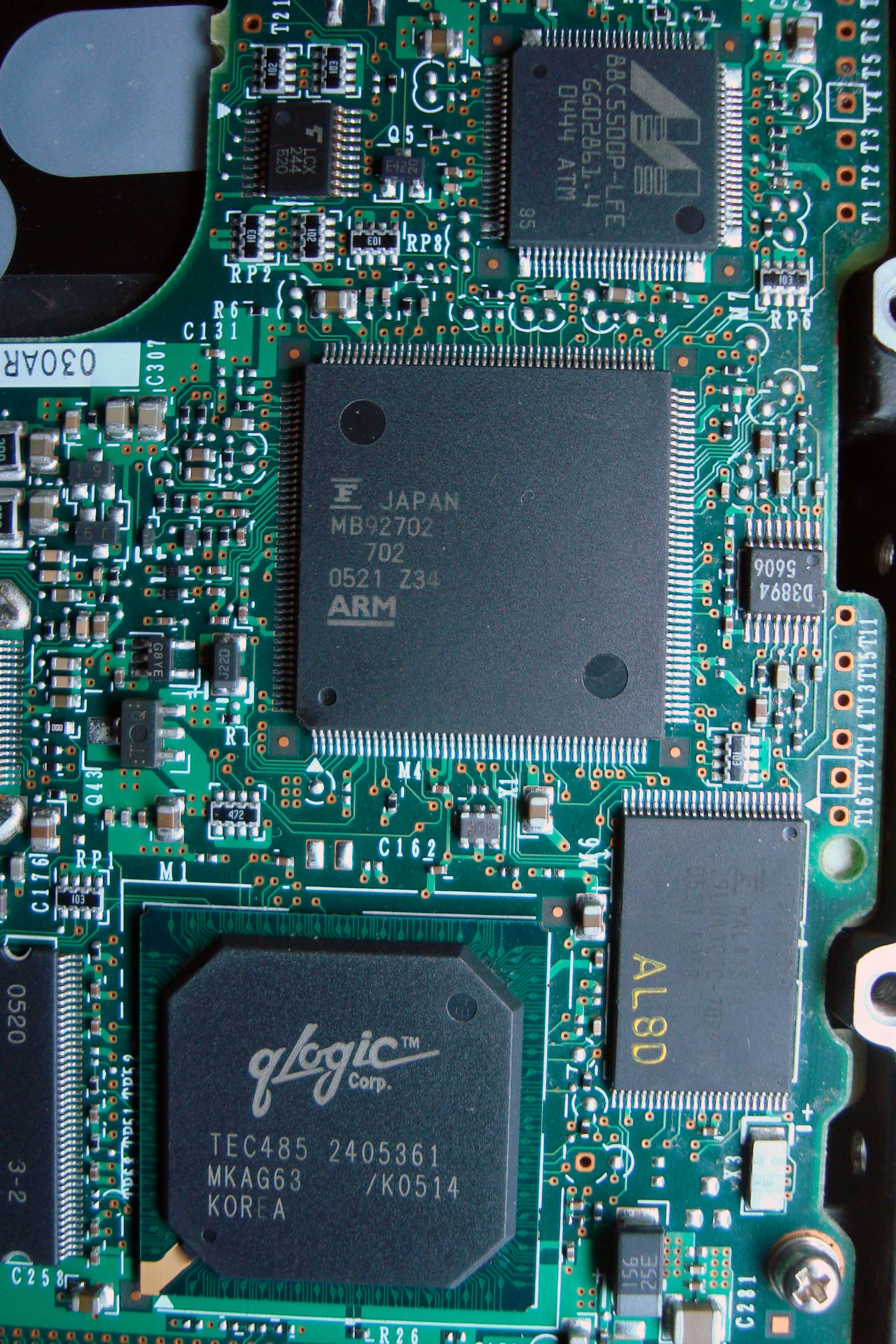
СБИС контроллера на плате управления жёстким диском Fujitsu MAP3735NC.

Микроконтро́ллер (англ. Micro Controller Unit, MCU) — микросхема для программного управления электронными устройствами. Обычно изготавливается в виде единого кристалла с функциями ядра микропроцессора, шин команд и данных, периферийных устройств, ОЗУ и ПЗУ. По сути, это компьютер в чипе, выполняющий роль периферийного процессора.

## История
С появлением однокристальных микроЭВМ связывают начало эры массового применения компьютерной автоматизации в области управления. По-видимому, это обстоятельство и определило термин «контроллер» (англ. controller — регулятор, управляющее устройство).
В связи со спадом отечественного производства и возросшим импортом техники, в том числе вычислительной, термин «микроконтроллер» (МК) вытеснил из употребления ранее использовавшийся термин «однокристальная микроЭВМ».
Первый патент на однокристальную микроЭВМ был выдан в 1971 году инженерам Майклу Кокрэну и Гэри Буну, сотрудникам американской Texas Instruments. Именно они предложили на одном кристалле разместить не только процессор, но и память с устройствами ввода-вывода.
В 1976 году американская фирма Intel выпускает микроконтроллер i8048. В 1978 году фирма Motorola выпустила свой первый микроконтроллер MC6801, совместимый по системе команд с выпущенным ранее микропроцессором MC6800. В 1980 году Intel выпускает следующий микроконтроллер: i8051. Удачный набор периферийных устройств, возможность гибкого выбора внешней или внутренней программной памяти и приемлемая цена обеспечили этому микроконтроллеру успех на рынке. С точки зрения технологии микроконтроллер i8051 являлся для своего времени очень сложным изделием — в кристалле было использовано 128 тыс. транзисторов, что в 4 раза превышало количество транзисторов в 16-разрядном микропроцессоре i8086.
В СССР велись разработки оригинальных микроконтроллеров. В 1979 году в СССР ЛКТБ разработало однокристальную 16-разрядную микро-ЭВМ «Электроника С5-31» (К1827 ВЕ1) с системой команд семейства «Электроника С5» и НИИ ТТ разработал однокристальную 16-разрядную ЭВМ К1801ВЕ1, микроархитектура которой получила название «Электроника НЦ». Уровень их разработки соответствовал лучшим мировым результатам того периода в области 16-разрядных однокристальных микро-ЭВМ. Также осваивался выпуск клонов наиболее удачных зарубежных образцов.
На 2013 год существовало более 200 модификаций микроконтроллеров, совместимых с i8051, выпускавшихся двумя десятками компаний, и большое количество микроконтроллеров других типов. Популярностью у разработчиков пользуются 8-битные, 16-битные и 32-битные микроконтроллеры PIC фирмы Microchip Technology, микроконтроллеры AVR фирмы Atmel (с 2016 года производятся фирмой Microchip), 16-битные MSP430 фирмы TI, а также 32-битные микроконтроллеры архитектуры ARM, которую разрабатывает фирма ARM Limited и продаёт лицензии другим фирмам для их производства. Несмотря на популярность в России микроконтроллеров, упомянутых выше, на 2009 год мировой рейтинг по объёму продаж, по данным Gartner Group, выглядел иначе: первое место с большим отрывом занимала Renesas Electronics, на втором — Freescale, на третьем — Samsung, затем шли Microchip и TI, далее — все остальные.

## Описание
При проектировании микроконтроллеров приходится соблюдать компромисс между размерами и стоимостью с одной стороны и гибкостью и производительностью с другой. Для разных приложений оптимальное соотношение этих и других параметров может различаться очень сильно. Поэтому существует огромное количество типов микроконтроллеров, различающихся архитектурой процессорного модуля, размером и типом встроенной памяти, набором периферийных устройств, типом корпуса и т. д.
В отличие от обычных компьютерных микропроцессоров, в микроконтроллерах часто используется гарвардская архитектура памяти, то есть раздельное хранение данных в ОЗУ, а команд — в ПЗУ.
Кроме ОЗУ, микроконтроллер может иметь встроенную энергонезависимую память для хранения программы и данных. Многие модели контроллеров вообще не имеют шин для подключения внешней памяти.
Наиболее дешёвые типы памяти допускают лишь однократную запись, либо хранимая программа записывается в кристалл на этапе изготовления (конфигурацией набора технологических масок). Такие устройства подходят для массового производства в тех случаях, когда программа контроллера не будет обновляться. Другие модификации контроллеров обладают возможностью многократной перезаписи программы в энергонезависимой памяти.
Неполный список периферийных устройств, которые могут использоваться в микроконтроллерах, включает в себя:
- универсальные цифровые порты, которые можно настраивать как на ввод, так и на вывод;
- различные интерфейсы ввода-вывода, такие, как UART, I²C, SPI, CAN, USB, IEEE 1394, Ethernet;
- аналого-цифровые и цифро-аналоговые преобразователи;
- компараторы;
- широтно-импульсные модуляторы (ШИМ-контроллер);
- таймеры;
- контроллеры бесколлекторных двигателей, в том числе шаговых;
- контроллеры дисплеев и клавиатур;
- радиочастотные приемники и передатчики;
- массивы встроенной флеш-памяти;
- встроенные тактовый генератор и сторожевой таймер.

Ограничения по цене и энергопотреблению ограничивает тактовую частоту контроллеров. Хотя производители стремятся обеспечить работу своих изделий на высоких частотах, они, в то же время, предоставляют заказчикам выбор, выпуская модификации, рассчитанные на разные частоты и напряжения питания. Во многих моделях микроконтроллеров используется статическая память для ОЗУ и внутренних регистров. Это даёт контроллеру возможность работать на меньших частотах и даже не терять данные при полной остановке тактового генератора. Часто предусмотрены различные режимы энергосбережения, в которых отключается часть периферийных устройств и вычислительный модуль.

### Известные семейства
- ARM (ARM Limited)
  - ST Microelectronics STM32 ARM-based MCUs
  - ARM Cortex, ARM7 и ARM9-based MCUs
  - Texas Instruments Stellaris MCUs
  - NXP ARM-based LPC MCUs
  - Toshiba ARM-based MCUs
  - Analog Devices ARM7-based MCUs
  - Cirrus Logic ARM7-based MCUs
  - Freescale Semiconductor ARM9-based MCUs
  - Silicon Labs EFM32 ARM-based MCUs
- AVR (Atmel)
  - ATmega
  - ATtiny
  - XMega
- MCS 51 (Intel)
- Espressif
  - ESP8266 и ESP32
- MSP430 (TI)
- PIC (Microchip)
- STM8 (STMicroelectronics)
- С8051F34x
- RL78 (Renesas Electronics)
- RISC-V (открытая расширяемая система команд)
  - Espressif ESP32-C3 ... ESP32-P4
  - SiFive FE310
  - WCH CH32V003 ... CH32V307
  - Миландр Счётчик К1986ВК025
  - Микрон/Прогресс АМУР К1948ВК018
  - НИИЭТ линейка чипов с К1921ВГ015

## Применение
Использование в современном микроконтроллере достаточного мощного вычислительного устройства с широкими возможностями, построенного на одной микросхеме вместо целого набора, значительно снижает размеры, энергопотребление и стоимость построенных на его базе устройств.
Используются в управлении различными устройствами и их отдельными блоками:
- в вычислительной технике: материнские платы, контроллеры дисководов жестких и гибких дисков, CD и DVD, калькуляторах;
- электронике и разнообразных устройствах бытовой техники, в которой используется электронные системы управления — стиральных машинах, микроволновых печах, посудомоечных машинах, телефонах и современных приборах, различных роботах, системах «умный дом», и др.

В промышленности:
- устройства промышленной автоматики — от программируемого реле и встраиваемых систем до ПЛК,
- систем управления станками

В то время как 8-разрядные микропроцессоры общего назначения полностью вытеснены более производительными моделями, 8-разрядные микроконтроллеры продолжают широко использоваться. Это объясняется тем, что существует большое количество применений, в которых не требуется высокая производительность, но важна низкая стоимость. В то же время, есть микроконтроллеры, обладающие больши́ми вычислительными возможностями, например, цифровые сигнальные процессоры, применяющиеся для обработки большого потока данных в реальном времени (например, аудио-, видеопотоков).

## Программирование
Программирование микроконтроллеров осуществляется на низкоуровневых языках типа ассемблера и языках с возможностью непосредственного доступа к адресам памяти (Си/C++, Оберон, Форт), хотя существуют компиляторы для любых других языков с добавлением низкоуровневых рантаймов.
Известные компиляторы Си для МК:
- GNU Compiler Collection — поддерживает ARM, AVR, MSP430 и многие другие архитектуры
- Small Device C Compiler — поддерживает множество архитектур
- CodeVisionAVR (для AVR)
- IAR[8] (для любых МК)
- WinAVR (для AVR и AVR32)
- Keil (для архитектуры 8051 и ARM)
- HiTECH (для архитектуры 8051 и PIC от Microchip)

Известные компиляторы бейсика для МК:
- MikroBasic (архитектуры PIC, AVR, 8051 и ARM)
- Bascom (архитектуры AVR и 8051)
- FastAVR (для архитектуры AVR)
- PICBasic (для архитектуры PIC)
- Swordfish (для архитектуры PIC)

Для отладки программ используются программные симуляторы (специальные программы для персональных компьютеров, имитирующие работу микроконтроллера), внутрисхемные эмуляторы (электронные устройства, имитирующие микроконтроллер, которые можно подключить вместо него к разрабатываемому встроенному устройству) и отладочный интерфейс, например, JTAG.